# Озеро Вербное
«Озеро Вербное» (укр. «Озеро Вербне») — ихтиолого-ботанический (по другим данным — ихтиологический) заказник местного значения, расположенный на территории Оболонского района города Киева (Украина). Создан 17 февраля 1994 года. Площадь — 31 га. Землепользователь — государственное коммунальное предприятие «Плесо».

## История
Заказник создан решением Киевского городского совета от 17 февраля 1994 года № 14 с целью сохранения ценных природных сообществ. На территории заказника запрещена любая хозяйственная деятельность, в том числе ведущая к повреждению природных комплексов.

## Описание
Заказник включает одноимённое искусственное озеро (21 га) и прилегающую прибрежную полосу (10 га, шириной 70 м) на участке между проспектами Степана Бандеры (Московский) и Героев Сталинграда, улицами Иорданской (Лайоша Гавро) и Приозёрной.
Есть информационные знаки. Территория заказника не огорожена. Является местом отдыха горожан.
Как добратьсяː От ст. м.   Почайна пешком около 1 км по проспекту Степана Бандеры либо на троллейбусе (№ 29, 30, 31) до остановки «ул. Иорданская» (возле ТРЦ «Плазма»).

## Природа
Ландшафт заказника представлен непосредственно водоёмом, прибрежно-водной и луговой растительностью.
Южный берег озера пологий с пляжем, северный — возвышенный. По берегам очагами растёт ива ломкая (высотой 15—16 м, диаметром 25—30 см). Также встречаются тополь чёрный, кустарники ивы трёхтычинковой и пепельной. Травяной ярус представлен луговыми злаками типичными для лугового и лугово-болотного разнотравья. Прибрежно-водная растительность представлена видами тростник обыкновенный и малораспространённым леерсия рисовидная.
Вода озера имеет высокие показатели биомассы фитопланктона, который является основой для развития животного мира. В небольшом количестве в озере встречается краснокнижный вид сальвиния плавающая. Тут насчитывается свыше 20 видов рыб, например лещ, язь, линь, густера, карась серебряный и золотой, окунь.